# Ispoure
Ispoure é uma comuna francesa na região administrativa da Nova Aquitânia, no departamento dos Pirenéus Atlânticos. Estende-se por uma área de 7,84 km². Em 2010 a comuna tinha 686 habitantes (densidade: 87,5 hab./km²).